# ابن مردویه
ابوبکر احمد بن موسی بن مردویه بن فورک  بن موسى بن جعفر اصفهانی (۳۲۳ – ۴۱۰ هجری) معروف به ابن مردویه، از محدثان اهل سنت در اصفهان به دنیا آمد و در همان‌جا به تحصیل پرداخت. برای گردآوری حدیث به بصره و کوفه و بغداد سفر کرد. برخی از آثار او عبارتند از: الامالی، تاریخ اصبهان (ابن مردویه)، تفسیر القرآن (ابن مردویه)، مناقب علی (ابن مردویه). سه کتاب اخیر یافت نشده‌اند اما مورد استفادهٔ بسیاری از نویسندگان قرار گرفته‌اند. 
آرامگاه ابن مردویه در خمینی شهر (سده ) اصفهان است.

## جایگاه علمی
ابن مردویه به دلیل حافظه‌ی قوی و توانایی در املا کردن روایات حتی پس از نابینایی، مورد تحسین هم‌عصرانش قرارگرفت. برخی از معاصران او، مانند امام اسماعیل، معتقد بودند که اگر ابن مردویه از منطقه‌ی خراسان بود، شهرتش از حاکم نیشابوری نیز فراتر می‌رفت. او در نقل روایات از راویان متعددی مانند ابوسهل بن زیاد قطان، سلیمان طبرانی و بسیاری دیگر بهره می‌برد.
ابن مردویه به دلیل دقت و اخلاقش در نقل روایات، نزد محدثان پس از خود نیز از جایگاه بالایی برخوردار بود. ذهبی، مورخ و محدث مشهور، او را به عنوان «حافظ و علامه ی دقیق و محدث بزرگ اصفهان» توصیف کرده است. با این حال، تفسیر و روایات او به دلیل وجود برخی نقل‌قول‌های ضعیف یا عجیب، همواره مورد نقد و بررسی قرار گرفته است.

## آثار
- المستخرج‌ علی‌ صحیح البخاری‌
- المستخرج‌ علی‌ صحیح مسلم‌
- الامثال‌
- اولاد المحدثین‌
- التشهد وطرقه‌ و الفاظه‌ و العلم‌